# Výraz (programování)
Výraz (anglicky expression) v programovacích jazycích je kombinací jedné nebo více explicitních literálů, konstant, proměnných, operátorů a funkcí, které programovací jazyk interpretuje (podle pravidel priority a asociativity) a vyhodnocuje (ve stavovém prostředí „vrací“). Tento proces se jako u matematických výrazů nazývá vyhodnocování. Vrácená hodnota může být různých typů, například numerická, řetězcová nebo logická.
Například 2+3 je aritmetický výraz, který lze v programu vyhodnotit již při překladu jako číslo 5. Jméno proměnné je výraz, protože označuje hodnotu v paměti, takže y+6 je výraz. Příkladem relačního výrazu je 4≠4, který se vyhodnotí jako nepravda.
V jazyce C a většině jazyků z něj odvozených, volání funkce s návratovým typem void je povolený výraz typu void.
Hodnoty typu void nemohou být používány, takže hodnota takového výrazu je vždy zahozena.
V mnoha programovacích jazycích může mít funkce a tedy i výraz obsahující volání funkce vedlejší účinky. Výraz s vedlejšími účinky normálně není referenčně transparentní. V mnoha jazycích (například C++) existuje příkaz tvořený výrazem zakončeným středníkem (;). Implementace musí výraz vyhodnotit kvůli vedlejším účinkům, ale výsledek bude zahozen.